# Kedhalia
Kedhalia là một chi thực vật có hoa trong họ Zingiberaceae. Hiện tại nó chỉ có một loài là Kedhalia flaviflora, được Lim Chong Keat (林蒼吉, Lâm Thương Cát) mô tả năm 2009; có tại Malaysia bán đảo. Không phân loài nào được ghi nhận trong Catalog of Life.